# Persipura Jayapura
Persipura Jayapura is een Indonesische voetbalclub uit de stad Jaypura, Papoea. De club werd vier keer landskampioen.

## Erelijst
Landskampioen
2005, 2009, 2011, 2013
Beker van Indonesië
Finalist: 2006, 2007, 2009
Arema ·
Bali United ·
Barito Putera ·
Bhayangkara ·
Borneo ·
Kalteng Putra ·
Madura United ·
Persebaya Surabaya ·
Persela ·
Perseru ·
Persib ·
Persija ·
Persipura ·
PSIS Semarang ·
PSM ·
PSS Sleman ·
Semen Padang ·
PS-TIRA ·